# 쌍둥이들
쌍둥이들(Twins)은 한국에서 제작된 문제용 감독의 2007년 영화이다. 박혁권 등이 주연으로 출연하였다.

## 출연

### 주연
- 박혁권
- 오지은
- 김진묵

## 제작진
- 프로듀서: 이경범
- 조명: 송재묵
- 녹음: 곽기남
- 미술: 음자경